# Калганов, Алексей Нестерович
Алексей Нестерович Калга́нов (1921—1990) — командир орудия 282-го гвардейского истребительно-противотанкового артиллерийского полка 3-й гвардейской отдельной истребительно-противотанковой артиллерийской бригады 5-й ударной армии 1-го Белорусского фронта, Герой Советского Союза.

## Биография
Родился 21 марта 1921 года в деревне Новый Куганак ныне Кармаскалинского района Башкирии в крестьянской семье.
Окончил 7 классов школы, затем работал в колхозе.
На фронте Великой Отечественной войны с мая 1942 года. Воевал на Воронежском, Брянском, Центральном, 1-м Белорусском фронтах. Был ранен, контужен.
Отличился в боях на подступах к Берлину и в уличных боях в городе. 23—25 апреля 1945 года с расчётом прямой наводкой уничтожил 2 танка, 3 зенитных орудия, 2 пулемёта, 15 фаустников, группу автоматчиков. В одном из боёв был ранен, но остался в строю, поджёг еще 2 танка и уничтожил несколько фашистских солдат.
Звание Героя Советского Союза присвоено 31 мая 1945 года за образцовое выполнение боевых заданий командования и проявленные мужество и героизм.
В 1946 году был демобилизован. Окончил партшколу руководящих работников сельского хозяйства. В 1967 году приехал в Уфу, работал на Уфимском витаминном заводе.
Умер 16 апреля 1990 года. Похоронен на Южном кладбище Уфы.

## Награды
- Медаль «Золотая Звезда» Героя Советского Союза (31.05.1945)[1][2]
- Орден Ленина
- Орден Отечественной войны II степени (18.07.1943)[3]
- Орден Славы III степени (20.07.1944)
- Орден Славы II степени (25.03.1945)[4]
- Орден Красного Знамени (21.04.1945)[5]
- Орден Отечественной войны I степени (06.04.1985)[6]